# Dagna Ślepowrońska
Dagna Ślepowrońska (ur. 23 stycznia 1959, w Warszawie) – polska pisarka, poetka i dramaturg oraz reżyser teatralny. Z wykształcenia psycholog. Wydała 4 tomiki poezji, kilka dramatów oraz 30 książek dla dzieci. Łączy pracę literacką z praktyką psychologa terapeuty.
Kieruje Ośrodkiem Teatralnym przy Centrum Praw Kobiet.
Jej książki zostały przetłumaczone na angielski, niemiecki, rosyjski, ukraiński i czeski.

## Ważniejsze utwory
Bajki:
- „Gwiazdeczka. Przytulanka usypianka” (Wilga,2003)
- „Gwiazdeczka. Wieczorna bajeczka” (Wilga,2003)
- „Mamo, przytul mnie” (Wilga,2004)
- „Ania i Piotrek. Wielkie szczęście” (Wilga,2004)
- „Ania I Piotrek. Wielka wizyta" (Wilga,2004)
- „Ania i Piotrek. Wielka przygoda” (Wilga,2004)
- „Ania i Piotrek. Wielka tajemnica” (Wilga,2004)
- „Baletnica Marysia” (Wilga,2004)
- „Baletnica Amelka" (Wilga,2004)
- „Dobranoc, mamo”, Wilga, Warszawa 2005
- „Srebrne bajki na dobranoc” (Wilga, 2007)
- „Smocze opowieści” (GWP, 2007)
- „Teatrzyk paluszkowy” (GWP, 2009)

Audiobooki:
- „Słoneczny Jan” (Melange,2011)

Piosenki na płytach:
- „Śmieje się kat” CPK 2010, muz. Katarzyna Szurman

Poezje:
- „Wiersze” (OKO, 1989)
- „A” (OKO, 1991)
- „Noc” (Magazyn Literacki, 1991)
- „Ballada nie-bieska” (Magazyn Literacki, 1999)

Spektakle:
- „Mała Syrenka”, Teatr Lalka, Warszawa,2000
- „Mielonka”, Teatro Caprile, Wiedeń, 2003
- „Talk show”, Teatr Polski, Bydgoszcz,2004
- „Pasja”, Kobiecy Ośrodek Teatralny przy CPK, Warszawa,2007
- „Strachy”, Kobiecy Ośrodek Teatralny przy CPK, Warszawa,2008
- „Ballada o słodkiej Dafne”, Kobiecy Ośrodek Teatralny przy CPK, Warszawa,2009
- „Annuszka znów rozlała olej”, Kobiecy Ośrodek Teatralny przy CPK, Warszawa,2010
- „Karmik”, Kobiecy Ośrodek Teatralny przy CPK, Warszawa 2011
- „Raj na ziemi”, Kobiecy Ośrodek Teatralny przy CPK, Warszawa 2012
- „Kotek i myszka”, Kobiecy Ośrodek Teatralny przy CPK, Warszawa 2013
- „Czas słoneczny mierzy się nocą”, Teatr Baza, Warszawa 2014
- „Wystarczy zasnąć, żeby się przebudzić”, (we współautorstwie z Joanną Grabowiecką) Teatr Lalki i Aktora, Opole 2015
- „Mielonka”, Pygmalion Theatre, Wiedeń 2016

Publikacje:
- „Teatr Psychoterapii” (CPK, 2010)
- ”W świecie baśni”, razem z Agnieszką Kuszą (Wydawnictwo Pedagogiczne, Kielce 2013)

Udział w antologiach:
- „An antology of Polish Women's poetry” (New York 1995)
- „Antologie Polnisher Dramen” (Adit, Sulejówek 2000)
- „Ausgeschriebene Zeit” (Aphalia Verlang, Berlin 2003 )
- „Najpiękniejsze wiersze dla dzieci” (Wilga, Warszawa 2006)
- „Bajkoterapia” (Nasza Księgarnia, Warszawa 2009)

## Przynależność
- Polskie Towarzystwo Psychologiczne,
- Stowarzyszenie Pisarzy Polskich